# شبی در رم
شبی در رم (انگلیسی: One Night in Rome) یک فیلم درام صامت به کارگردانی کلارنس جی. بدجر است که در سال ۱۹۲۴ منتشر شد. این فیلم از فیلم‌های محبوب لارت تیلور بود.

## بازیگران
- لارت تیلور
- آلن هِیل
- تام مور
- ویلیام جی هامفری
- وارنر اولاند
- جوزف جی. دالینگ
- میس دوپون
- برندون هرست
- رالف یرسلی
- اِدنا تیچنر